# Munkás (pártlap)
Munkás Bukarestben 1923. május 27. és 1924. április 9. között megjelent kommunista pártlap. Felelős szerkesztője és kiadója Cloțan-Klotan János, utána Imre Aladár, Gelert Koszty, Encsel Mór. Rendszertelenül jelent meg. Megindítója és tényleges szerkesztője, Jász Dezső a lapban tág teret nyitott a munkásirodalomnak. Gábor Andor, Gyetvai János, Révész Béla, Mácza János külföldről érkezett írásai mellett itt közölt Kahána Mózes, Körösi-Krizsán Sándor, Fónagy János is. 1924-ben betiltották, kiutasítva szerkesztőjét, Jász Dezsőt Romániából.